# Liste de royaumes de l'Afrique des Grands Lacs

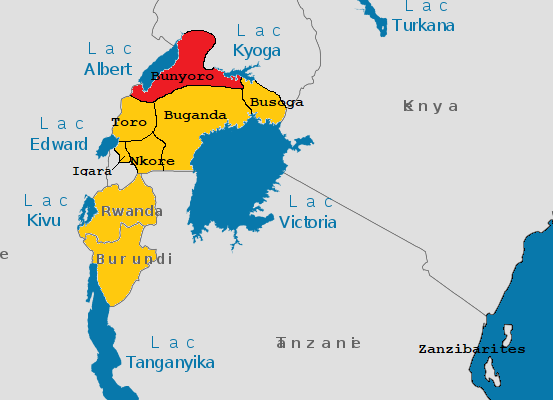
Royaumes vers 1850

Voici une liste des royaumes de l'Afrique des Grands Lacs qui existèrent aux XVIIIe et XIXe siècles.
- Babembe
- Bahunde
- Banande
- Bufuriru
- Bugabo
- Buganda
- Buha
- Buhavu
- Buhweju
- Bujiji
- Bukerebe
- Bunyoro
- Burundi
- Bushi
- Bushingo
- Bushiru
- Bushubi
- Busoga
- Buvinza
- Buyungu
- Buzinza
- Gisaka
- Heru
- Igara
- Ihangiro
- Karagwe
- Kimwani
- Kiziba
- Kyamutwara
- Kyania
- Mpororo
- Mubari
- Muhambwe
- Nkore
- Rwanda
- Ruguru
- Rusubi
- Toro